# Diocesi di Andropoli
La diocesi di Andropoli (in latino Dioecesis Andropolitana) è una sede soppressa e sede titolare della Chiesa cattolica.

## Storia
Andropoli, identificabile con Khirbitah, è un'antica sede episcopale della provincia romana dell'Egitto Primo nella diocesi civile d'Egitto, ed era suffraganea del patriarcato di Alessandria.
Pochi sono i vescovi noti di questa antica diocesi. Zoilo partecipò al concilio di Alessandria convocato dal patriarca Atanasio nel 362, e sottoscrisse il Tomus ad Antiochenos. Il vescovo Giacomo era presente alla morte del patriarca Giovanni III nel 686 o 689. Khirbitah era ancora una sede vescovile nell'XI secolo, come testimonia la presenza del vescovo Teodoro all'elezione del patriarca Cirillo II nel 1078 e ad un sinodo al Cairo nel 1086.
Dal 1933 Andropoli è annoverata tra le sedi vescovili titolari della Chiesa cattolica; la sede è vacante dal 15 febbraio 2022.

## Cronotassi

### Vescovi residenti
- Zoilo † (menzionato nel 362)
- Giacomo † (menzionato nel 686 o 689)
- Teodoro † (prima del 1078 - dopo il 1086)

### Vescovi titolari
- Henri Piérard, A.A. † (14 giugno 1938 - 10 novembre 1959 nominato vescovo di Beni nel Congo)[3]
- Thomas Francis Maloney † (2 gennaio 1960 - 10 settembre 1962 deceduto)
- Enrique Bolaños Quesada † (6 dicembre 1962 - 6 marzo 1970 nominato vescovo di Alajuela)
- Youhanna Golta † (27 luglio 1986 - 15 febbraio 2022 deceduto)